# Bomba de aire

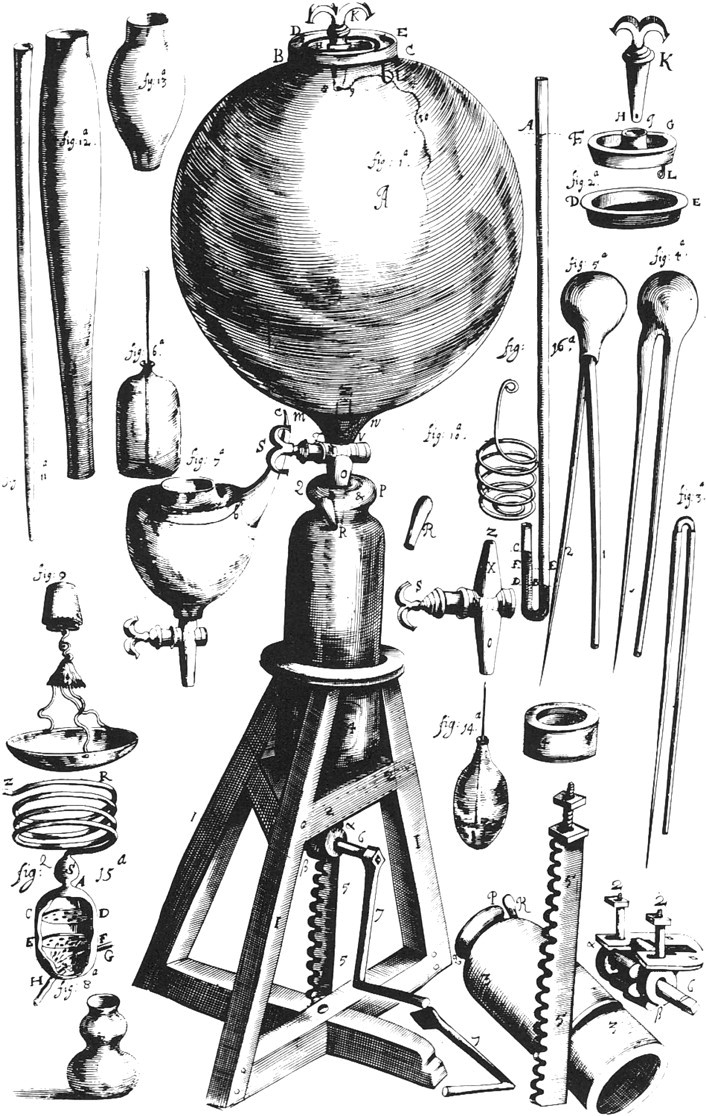
Bomba de aire de Boyle

Una bomba de aire es un tipo de máquina de fluido de desplazamiento expresamente diseñada para trabajar con aire. Se trata por lo tanto de un compresor, una máquina térmica (y no una máquina hidráulica) que varía la densidad del fluido al variar la presión del mismo. En general son máquinas pequeñas accionadas manualmente. Cuando la máquina es accionada por un motor no suele llamarse bomba de aire, sino compresor.
Fue el físico alemán Otto von Guericke, que estudiando las propiedades del aire y la creación de un vacío, inventó la bomba de aire en 1650, luego de haber tenido conocimiento de los experimentos del científico francés  Blaise Pascal, y los científicos italianos  Galileo y Evangelista Torricelli sobre la presión atmosférica. En 1654 hizo ante la Dieta Imperial en Ratisbona, la famosa demostración llamada de  Magdeburgo o de los hemisferios de Magdeburgo. Dos hemisferios de bronce fueron ensamblados y, mediante una bomba, el aire fue aspirado de la esfera creada. Dos tiros de ocho caballos no pudieron separarlos. Cuando dejó que entrase aire en la esfera, los hemisferios se separaron inmediatamente.  Su equivalente actual es la bomba de vacío.
La primera bomba de aire efectiva construida en Inglaterra con fines científicos fue hecha en 1658 por Robert Hooke para Robert Boyle.

## Funcionamiento del compresor de émbolo alternativo

Animación simplificada de un compresor de émbolo impelente.

En este tipo de compresores existe uno o varios compartimentos fijos, pero de volumen variable, por la acción de un émbolo o pistón. 
Cuando el pistón se mueve aumentando el volumen de la cámara, se crea una depresión en la cámara y el aire, debido a la succión, entra al cilindro por la válvula de admisión, mientras que la válvula de escape está cerrada. Cuando el pistón se mueve disminuyendo el volumen de la cámara, el aire se comprime, la válvula de admisión se cierra y el aire sale por la válvula de escape.´

## Aplicaciones
Las bombas de aire manuales son conocidas coloquialmente como infladores, hinchadores, bombines o bimbas y están destinadas a introducir aire de la atmósfera dentro de alguna cavidad como puede ser un neumático de bicicleta, de moto o de automóvil, o algún colchón de aire, o un juguete inflable como un balón o un flotador de aire.
Por extensión, también se llaman bombas de aire a los compresores accionados por un motor destinados a estas aplicaciones.
En el caso especial de las bombas orientadas al llenado de globos (redondos y pencil), estos son principalmente usados por decoradores o artistas de globoflexia cuando pretenden crear un arreglo o adorno durante celebraciones. En esta categoría, podemos encontrar dos tipos de bombas: manuales y eléctricas. 

Las bombas manuales hacen uso de un mecanismo de inflado en dos tiempos a través de la acción de un pistón fijo controlado con las manos. Para efectos más profesionales, se usan bombas eléctricas que funcionan a través de un compresor de aire interno. Es posible adquirirlos en presentaciones de 2, 3 y 4 boquillas en función al número de decoradores que desean trabajar en simultáneo.

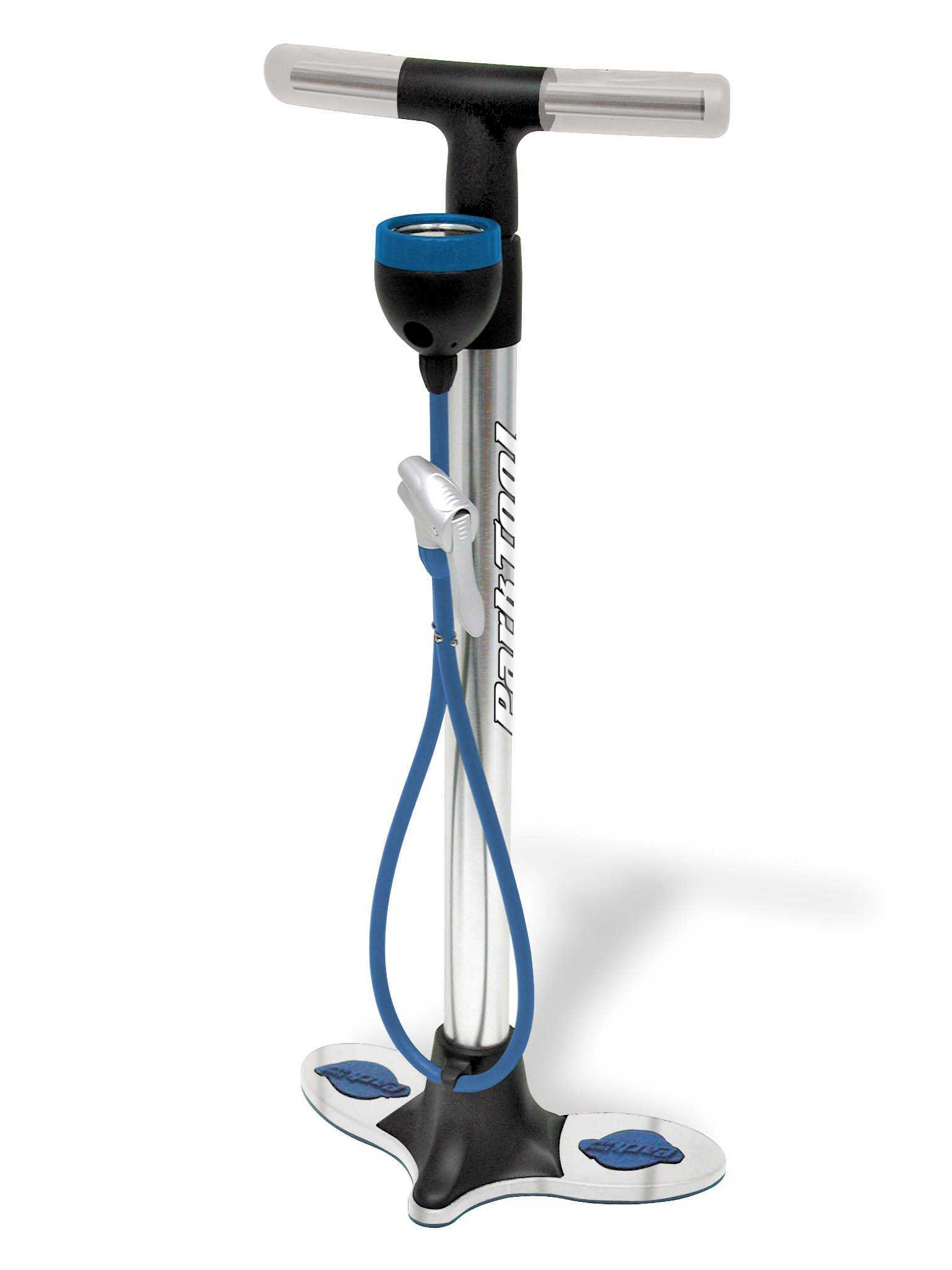
Bomba de aire manual con apoyo en el suelo.
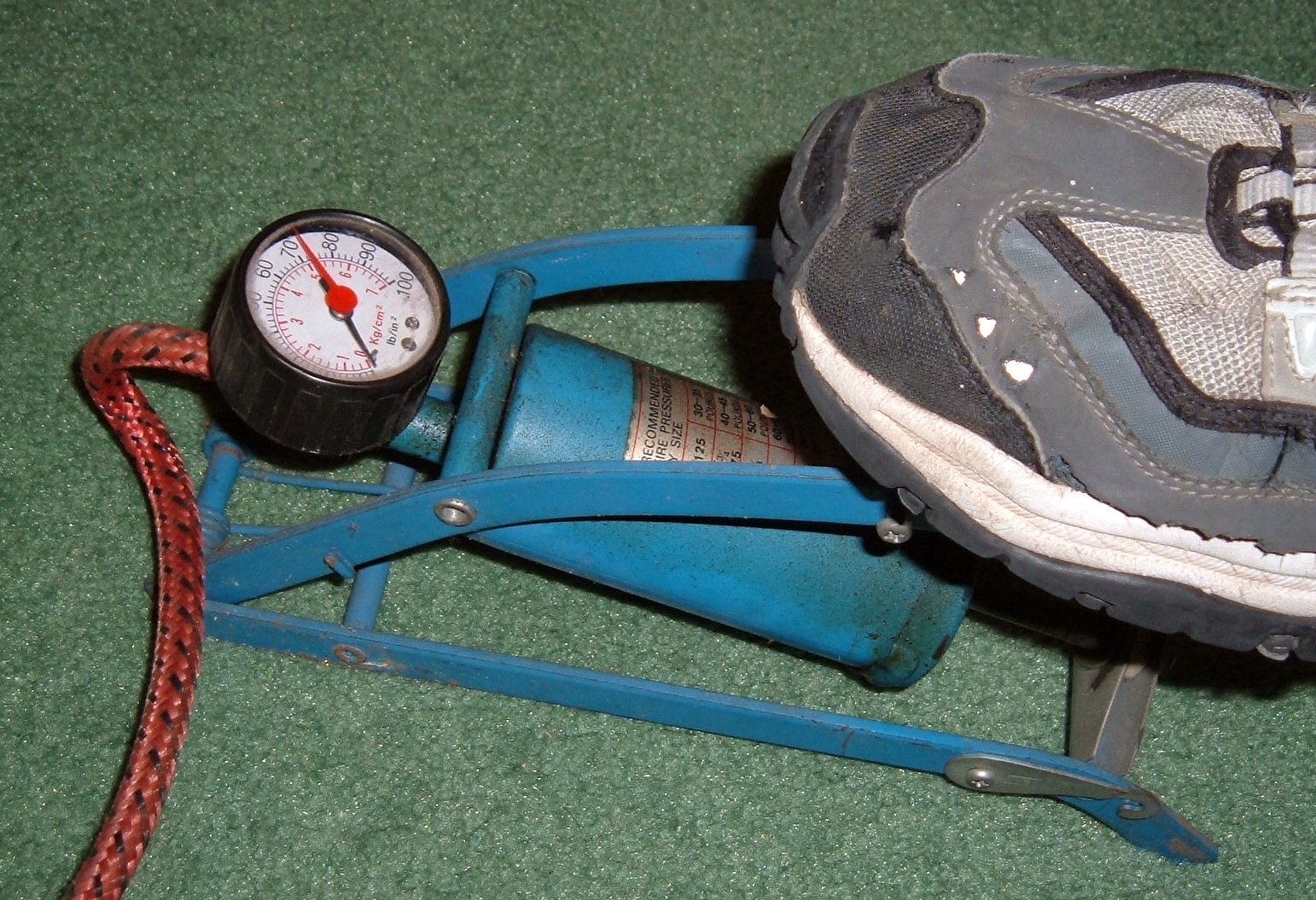
Bomba de aire accionada con el pie.
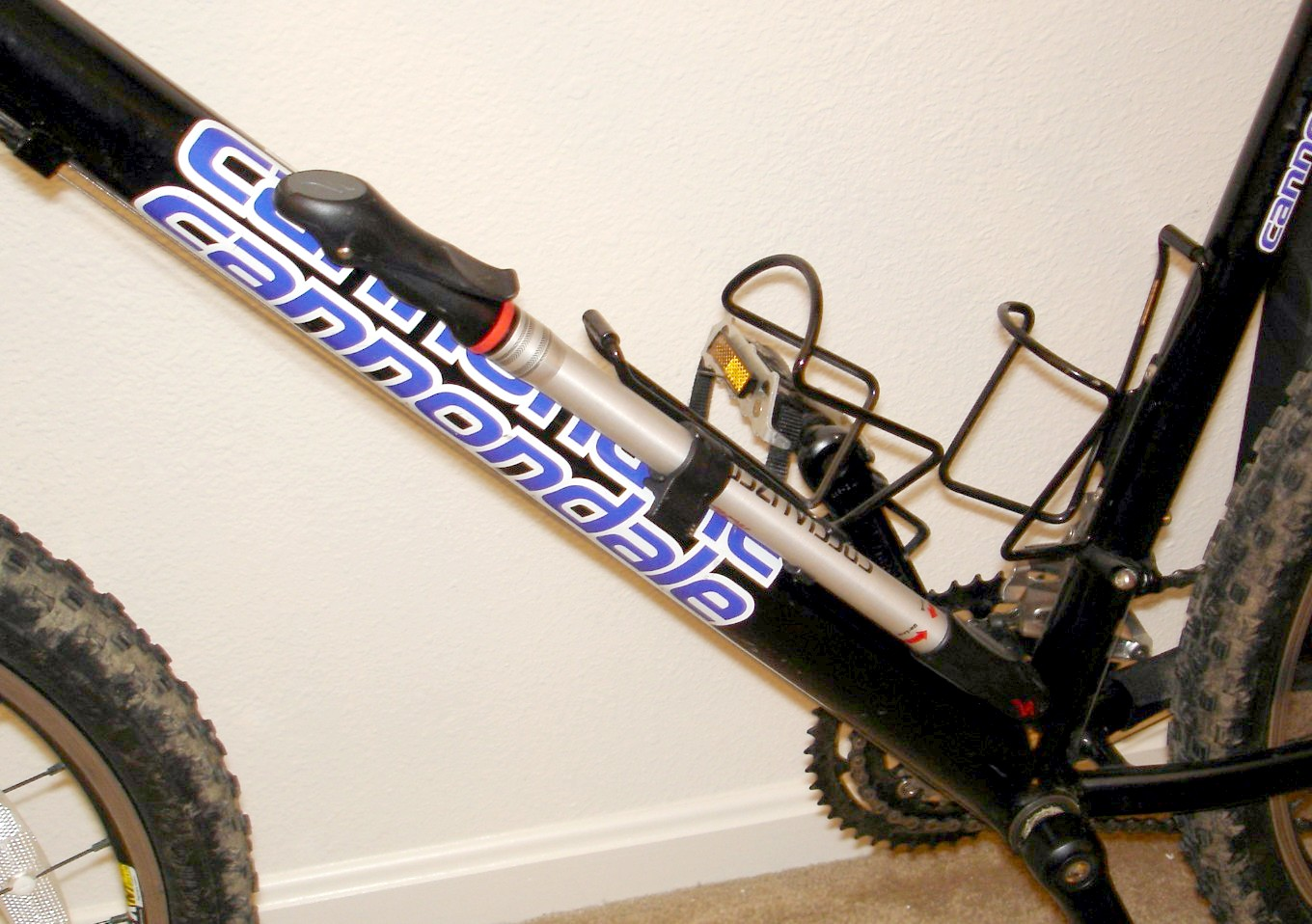
"Bombín" montado en una Bicicleta de montaña.